# Notus flavipennis
Notus flavipennis är en insektsart som först beskrevs av Zetterstedt 1828.  Notus flavipennis ingår i släktet Notus och familjen dvärgstritar. Arten är reproducerande i Sverige. Inga underarter finns listade i Catalogue of Life.